# Manipuri (llengua)
El manipuri o meitei és l'idioma predominant i llengua vehicular a l'estat de Manipur al sud-est de l'Himàlaia, al nord-est de l'Índia. És la llengua oficial a les oficines governamentals. El manipuri també es parla als estats de l'est nord-oriental d'Assam i Tripura, i a Bangladesh i Birmània (ara Myanmar). Actualment està catalogada com a llengua vulnerable per la UNESCO.
El manipuri és una llengua tibetobirmana, la classificació exacta no està clara. Té similituds lèxiques amb el kuki i el tangkhul naga.
Ha estat reconegut (sota el nom de manipuri) per la Unió de l'Índia i ha estat inclòs en la llista de llengües (inclosa en el vuitè programa per la 71a modificació de la constitució el 1992). El manipuri s'imparteix com a assignatura fins al nivell de postgrau (doctorat) en algunes universitats de l'Índia, a més de ser un mitjà d'instrucció fins al nivell de grau a Manipur. L'educació en escoles governamentals es proporciona el manipuri a través de la vuitena norma.
Pel que fa a l'escriptura, el manipuri té un alfabet propi anomenat meitei o meetei mayek, que es va usar fins al segle xviii. A partir de llavors s'ha generalitzat l'ús de l'alfabet bengalí, tot i que en el segle XX s'ha revifat l'ús de l'alfabet meitei.